# 27114 Lukasiewicz
27114 Lukasiewicz (1998 WG2) là một tiểu hành tinh nằm phía ngoài của vành đai chính được phát hiện ngày 19 tháng 11 năm 1998, bởi P. G. Comba ở Đài thiên văn Prescott. Thiên thạch được đặt theo tên của Jan Łukasiewicz.